# Aérophagie
L'aérophagie, signifiant littéralement « manger de l'air », est un phénomène physiologique concernant la déglutition, et par lequel s'introduisent, avec le bol alimentaire, de petites quantités d'air dans l'œsophage, puis le reste du système digestif. Dans certains cas, elle est excessive et devient gênante.
Elle peut entraîner :
- des flatulences ;
- un ballonnement ;
- des douleurs digestives ;
- un hoquet ;
- des éructations, entraînant un soulagement.

À noter que l’aérophagie a tendance à disparaître en position allongée. 
Afin de « guérir » d'une aérophagie ponctuelle, le massage abdominal peut être pratiqué.